# Velké Svatoňovice
Velké Svatoňovice är en ort i Tjeckien. Den ligger i den nordöstra delen av landet, 120 km öster om huvudstaden Prag. Velké Svatoňovice ligger 372 meter över havet och antalet invånare är 1 125.
Terrängen runt Velké Svatoňovice är kuperad åt nordost, men åt sydväst är den platt. Velké Svatoňovice ligger nere i en dal. Runt Velké Svatoňovice är det ganska tätbefolkat, med 124 invånare per kvadratkilometer. Närmaste större samhälle är Trutnov, 8,8 km väster om Velké Svatoňovice. Omgivningarna runt Velké Svatoňovice är en mosaik av jordbruksmark och naturlig växtlighet.